# Cupola triangolare
In geometria, la cupola triangolare è un solido di 8 facce appartenente alla famiglia delle cupole, che può essere visto come la metà di un cubottaedro.

## Caratteristiche
Come detto, questo solido fa parte della famiglia delle cupole, esso è quindi un prismatoide, ed è in particolare costituito da un triangolo e un esagono posti su piani paralleli congiunti da tre triangoli e tre rettangoli alternati.
Nel caso in cui i poligoni che ne costituiscono le facce laterali siano triangoli equilateri e quadrati, allora la cupola triangolare diventa uno dei 92 solidi di Johnson, in particolare quello indicato come J3, ossia un poliedro strettamente convesso avente come facce dei poligoni regolari ma comunque non appartenente alla famiglia dei poliedri uniformi.

## Formule
Considerando una cupola triangolare avente come facce dei poligoni regolari aventi lato di lunghezza {\displaystyle a}, le formule per il calcolo del volume {\displaystyle V}, della superficie {\displaystyle A} e dell'altezza {\displaystyle h} risultano essere:
{\displaystyle V={\frac {5a^{3}}{3{\sqrt {2}}}}\approx 1,17851\ldots a^{3};}
{\displaystyle A=\left(3+{\frac {5{\sqrt {3}}}{2}}\right)a^{2}\approx 7,33013\ldots a^{2};}
{\displaystyle h={\frac {\sqrt {6}}{3}}a\approx 0,816496\ldots a.}

## Poliedro duale
Il poliedro duale della cupola triangolare è un poliedro avente 6 facce triangolari e 3 facce a forma di aquilone. 
| Poliedro duale | Sviluppo piano del duale |
| -------------- | ------------------------ |
|                |                          |

## Poliedri e tassellature dello spazio correlati
La cupola triangolare può essere aumentata aggiungendo una piramide quadrata su ognuna delle sue tre facce quadrate. A questo punto, se si considerano separate tutte le facce triangolari, allora si ottiene un deltaedro non strettamente convesso con 22 facce di cui alcune complanari, e che per questo non può essere considerato un solido di Johnson, se invece si considerano le facce triangolari fuse tra loro, si ottiene un solito che topologicamente è un'altra cupola triangolare avente come facce laterali tre triangoli e tre trapezi isosceli alternati.
Se utilizzata assieme a piramidi quadrate e/o a ottaedri una cupola triangolare può essere utilizzata per ottenere una tassellatura dello spazio completa e non uniforme.

### Altre cupole convesse
La cupola triangolare è uno dei tre solidi non banali facenti parte della famiglia delle cupole aventi come facce solamente poligoni regolari assieme alla cupola quadrata (o tetragonale) e a quella pentagonale. Come si vede dallo schema sottostante, un prisma triangolare può essere considerato una cupola digonale, mentre la cupola esagonale è una figura piana. Cupole con n maggiore di 6 si possono ottenere solo ammettendo come facce laterali triangoli isosceli e non più equilateri.
| n                           | 2                    | 3                  | 4                  | 5                     | 6                                  |
| Nome                        | {2} \|\| t{2}        | {3} \|\| t{3}      | {4} \|\| t{4}      | {5} \|\| t{5}         | {6} \|\| t{6}                      |
| Codice                      | 2c                   | 3c                 | 4c                 | 5c                    | 6c                                 |
| --------------------------- | -------------------- | ------------------ | ------------------ | --------------------- | ---------------------------------- |
| Cupola                      | Cupola digonale      | Cupola triangolare | Cupola quadrata    | Cupola pentagonale    | Cupola esagonale (Piana)           |
| Poliedri uniformi correlati | Prisma triangolare · | Cubottaedro ·      | Rombicubottaedro · | Rombicosidodecaedro · | Tassellatura · rombitriesagonale · |